# Spring Grove (Minnesota)
Spring Grove ist eine Stadt im südöstlichsten Teil des US-Bundesstaates Minnesota. Sie ist im Houston County gelegen. Das U.S. Census Bureau hat bei der Volkszählung 2020 eine Einwohnerzahl von 1.256 ermittelt. Aufgrund seiner Geschichte gilt Spring Grove als erste norwegische Siedlung in Minnesota.

## Geografie
Spring Grove ist im Südosten von Minnesota gelegen. Wenige Kilometer südlich verläuft die Grenze zu Iowa, weiter östlich bildet der Mississippi die Grenze zum Bundesstaat Wisconsin. Südlich des Ortes entspringt ein Arm des North Bear Creek. Nach Angaben des United States Census Bureau beträgt die Fläche der Stadt 2,3 Quadratkilometer, ohne nennenswerte Wasserflächen.
Die Minnesota State Route 44 führt durch Spring Grove und ist eine wichtige überregionale Verkehrsroute.

## Geschichte
Die Geschichte der Stadt geht in die 1850er-Jahre zurück, als sich die ersten Siedler niederließen. Zu den ersten gehörte James Smith, der 1852 aus Pennsylvania in die Gegend kam und 1855 das Postamt eröffnete. Weiterhin ließen sich zahlreiche Norweger in der Folgezeit in Spring Grove nieder und prägten die Entwicklung des Ortes.

### Norwegischer Einfluss
1870 lebten bereits 1135 Norweger in Spring Grove und machten den Großteil der Bevölkerung aus. Viele der ersten Siedler stammten aus Hallingdal und lebten bereits einige Zeit in Amerika, bis sie nach Spring Grove zogen. Später kamen Immigranten auch direkt aus der Region Hallingdal nach Spring Grove. Bis in die 1930er-Jahre wurde das Zusammenleben stark von dieser Kultur geprägt. So etablierte sich beispielsweise ein regionaler Spring-Grove-Dialekt.
Noch heute ist Spring Grove norwegisch geprägt. So sind zum Beispiel die meisten Läden und Gemeindehäuser auf Englisch und Norwegisch beschriftet und neben vielen amerikanischen Flaggen hängt eine norwegische. Knapp zwei Drittel der Einwohner gaben bei der Volkszählung 2000 an, Vorfahren aus Norwegen zu besitzen.

### Bevölkerungsentwicklung
| 1970  | 1980  | 1990  | 2000  | 2020  |
| ----- | ----- | ----- | ----- | ----- |
| 1.290 | 1.275 | 1.153 | 1.304 | 1.256 |

## Demografie
Nach den Angaben der Volkszählung 2000 leben in Spring Grove 1304 Menschen in 581 Haushalten und 349 Familien. Ethnisch betrachtet setzt sich die Bevölkerung aus 99 Prozent weißer Bevölkerung, sowie kleineren Minderheiten zusammen. 0,2 Prozent der Einwohner zählen sich zu den Hispanics.
In 25,8 % der 581 Haushalte leben Kinder unter 18 Jahren, in 48,5 % leben verheiratete Ehepaare, in 8,6 % leben weibliche Singles und 39,9 % sind keine familiären Haushalte. 36,3 % aller Haushalte bestehen ausschließlich aus einer einzelnen Person und in 23,2 % leben Alleinstehende über 65 Jahre. Die durchschnittliche Haushaltsgröße liegt bei 2,12 Personen, die von Familien bei 2,74.
Auf die gesamte Stadt bezogen setzt sich die Bevölkerung zusammen aus 21,7 % Einwohnern unter 18 Jahren, 6,5 % zwischen 18 und 24 Jahren, 24,7 % zwischen 25 und 44 Jahren, 18,1 % zwischen 45 und 64 Jahren und 29,0 % über 65 Jahren. Der Median beträgt 43 Jahre. Etwa 53,6 % der Bevölkerung ist weiblich.
Der Median des Einkommens eines Haushaltes beträgt 29.643 USD, der einer Familie 38.000 USD. Das Pro-Kopf-Einkommen liegt bei 16.307 USD. Etwa 11,0 % der Bevölkerung und 6,7 % der Familien leben unterhalb der Armutsgrenze.

## Bildung
Die Spring Grove Public Schools beherbergen den Kindergarten sowie die Klassenstufen 1 bis 12.